# Liste des planètes mineures non numérotées découvertes entre le 1er et le 15 octobre 2016
Pour un article plus général, voir Liste des planètes mineures non numérotées découvertes en 2016.
Pour un article plus général, voir Liste des planètes mineures.
Cet article dresse la liste des planètes mineures (astéroïdes, centaures, objets transneptuniens et assimilés) non numérotées découvertes en octobre 2016 dans l'ordre de leur découverte.
Au 15 janvier 2025, 661 077 des 1 434 993 planètes mineures répertoriées par le Centre des planètes mineures ne sont pas encore numérotées, soit 46,07 %.

## Rappel concernant la désignation provisoire
La désignation provisoire indique l'ordre de découverte de ces objets. En effet, cette désignation est composée de l'année de découverte (par exemple 2016) suivie de la quinzaine (demi-mois) de découverte (p.e. A = 1-15 janvier) puis de l'ordre de découverte dans cette quinzaine. Cet ordre est indiqué par une lettre et éventuellement un chiffre comme suit : A pour la première découverte, B pour la deuxième, ..., Z pour la 25e (le I n'est pas utilisé pour éviter la confusion avec 1), A1 pour la 26e, B1 pour la 27e, etc. , Z1 pour la 50e, A2 pour la 51e, B2 pour la 52e, etc. L'ordre de la numérotation ne suit donc pas l'ordre alphanumérique. 2016 AA1 suit ainsi 2016 AZ et précède 2016 AB1.

## Liste du1erau 15 octobre 2016
- 2016 TA
- 2016 TC
- 2016 TD
- 2016 TF
- 2016 TG
- 2016 TH
- 2016 TJ
- 2016 TK
- 2016 TL
- 2016 TM
- 2016 TO
- 2016 TP
- 2016 TQ
- 2016 TS
- 2016 TT
- 2016 TU
- 2016 TV
- 2016 TD1
- 2016 TJ1
- 2016 TM1
- 2016 TN1
- 2016 TX1
- 2016 TY1
- 2016 TZ1
- 2016 TB2
- 2016 TC2
- 2016 TG2
- 2016 TH2
- 2016 TK2
- 2016 TL2
- 2016 TO2
- 2016 TP2
- 2016 TQ2
- 2016 TR2
- 2016 TS2
- 2016 TU2
- 2016 TX2
- 2016 TA3
- 2016 TC3
- 2016 TH3
- 2016 TL3
- 2016 TT3
- 2016 TV3
- 2016 TW3
- 2016 TZ3
- 2016 TA4
- 2016 TG4
- 2016 TJ4
- 2016 TP4
- 2016 TR4
- 2016 TS4
- 2016 TV4
- 2016 TZ4
- 2016 TA5
- 2016 TB5
- 2016 TC5
- 2016 TD5
- 2016 TE5
- 2016 TF5
- 2016 TH5
- 2016 TQ5
- 2016 TW5
- 2016 TE6
- 2016 TQ6
- 2016 TX6
- 2016 TA7
- 2016 TF7
- 2016 TG7
- 2016 TR7
- 2016 TT7
- 2016 TP8
- 2016 TV8
- 2016 TW8
- 2016 TX8
- 2016 TY8
- 2016 TC9
- 2016 TH9
- 2016 TW9
- 2016 TY9
- 2016 TZ9
- 2016 TA10
- 2016 TC10
- 2016 TD10
- 2016 TE10
- 2016 TF10
- 2016 TG10
- 2016 TH10
- 2016 TJ10
- 2016 TK10
- 2016 TL10
- 2016 TM10
- 2016 TS10
- 2016 TU10
- 2016 TV10
- 2016 TW10
- 2016 TX10
- 2016 TY10
- 2016 TZ10
- 2016 TA11
- 2016 TB11
- 2016 TC11
- 2016 TD11
- 2016 TG11
- 2016 TJ11
- 2016 TK11
- 2016 TL11
- 2016 TM11
- 2016 TN11
- 2016 TO11
- 2016 TP11
- 2016 TQ11
- 2016 TR11
- 2016 TV11
- 2016 TA12
- 2016 TG12
- 2016 TO12
- 2016 TR12
- 2016 TB13
- 2016 TH13
- 2016 TJ13
- 2016 TM13
- 2016 TO13
- 2016 TP13
- 2016 TV13
- 2016 TZ13
- 2016 TC14
- 2016 TF14
- 2016 TK14
- 2016 TL14
- 2016 TS14
- 2016 TW14
- 2016 TZ14
- 2016 TA15
- 2016 TB15
- 2016 TH15
- 2016 TK15
- 2016 TS15
- 2016 TU15
- 2016 TW15
- 2016 TX15
- 2016 TZ15
- 2016 TA16
- 2016 TC16
- 2016 TD16
- 2016 TF16
- 2016 TG16
- 2016 TJ16
- 2016 TM16
- 2016 TT16
- 2016 TV16
- 2016 TW16
- 2016 TD17
- 2016 TF17
- 2016 TG17
- 2016 TH17
- 2016 TJ17
- 2016 TK17
- 2016 TL17
- 2016 TM17
- 2016 TN17
- 2016 TO17
- 2016 TQ17
- 2016 TR17
- 2016 TV17
- 2016 TW17
- 2016 TX17
- 2016 TY17
- 2016 TZ17
- 2016 TA18
- 2016 TB18
- 2016 TC18
- 2016 TD18
- 2016 TE18
- 2016 TH18
- 2016 TJ18
- 2016 TK18
- 2016 TL18
- 2016 TM18
- 2016 TN18
- 2016 TO18
- 2016 TP18
- 2016 TQ18
- 2016 TS18
- 2016 TT18
- 2016 TU18
- 2016 TV18
- 2016 TW18
- 2016 TX18
- 2016 TY18
- 2016 TZ18
- 2016 TB19
- 2016 TC19
- 2016 TD19
- 2016 TE19
- 2016 TF19
- 2016 TG19
- 2016 TH19
- 2016 TK19
- 2016 TL19
- 2016 TM19
- 2016 TN19
- 2016 TO19
- 2016 TP19
- 2016 TR19
- 2016 TT19
- 2016 TU19
- 2016 TV19
- 2016 TW19
- 2016 TX19
- 2016 TY19
- 2016 TZ19
- 2016 TA20
- 2016 TQ20
- 2016 TF21
- 2016 TG21
- 2016 TQ21
- 2016 TD22
- 2016 TF22
- 2016 TH22
- 2016 TQ22
- 2016 TR22
- 2016 TS22
- 2016 TU22
- 2016 TX22
- 2016 TF23
- 2016 TK23
- 2016 TO23
- 2016 TP23
- 2016 TR23
- 2016 TU23
- 2016 TC24
- 2016 TF24
- 2016 TG24
- 2016 TJ24
- 2016 TK24
- 2016 TL24
- 2016 TU24
- 2016 TH25
- 2016 TJ25
- 2016 TK25
- 2016 TU25
- 2016 TX25
- 2016 TY25
- 2016 TZ25
- 2016 TA26
- 2016 TK26
- 2016 TO26
- 2016 TP26
- 2016 TU26
- 2016 TW26
- 2016 TX26
- 2016 TZ26
- 2016 TB27
- 2016 TD27
- 2016 TE27
- 2016 TJ27
- 2016 TK27
- 2016 TL27
- 2016 TN27
- 2016 TO27
- 2016 TP27
- 2016 TR27
- 2016 TS27
- 2016 TW27
- 2016 TY27
- 2016 TB28
- 2016 TC28
- 2016 TE28
- 2016 TF28
- 2016 TH28
- 2016 TO28
- 2016 TQ28
- 2016 TT28
- 2016 TV28
- 2016 TW28
- 2016 TX28
- 2016 TY28
- 2016 TZ28
- 2016 TE29
- 2016 TH29
- 2016 TJ29
- 2016 TO29
- 2016 TP29
- 2016 TQ29
- 2016 TU29
- 2016 TY29
- 2016 TE30
- 2016 TK30
- 2016 TN30
- 2016 TT30
- 2016 TZ30
- 2016 TL31
- 2016 TO31
- 2016 TP31
- 2016 TB32
- 2016 TM32
- 2016 TO32
- 2016 TT32
- 2016 TU32
- 2016 TX32
- 2016 TY32
- 2016 TA33
- 2016 TC33
- 2016 TF33
- 2016 TH33
- 2016 TL33
- 2016 TN33
- 2016 TO33
- 2016 TP33
- 2016 TR33
- 2016 TS33
- 2016 TT33
- 2016 TV33
- 2016 TW33
- 2016 TY33
- 2016 TB34
- 2016 TL34
- 2016 TN34
- 2016 TO34
- 2016 TB35
- 2016 TF35
- 2016 TG35
- 2016 TO35
- 2016 TS35
- 2016 TW35
- 2016 TZ35
- 2016 TA36
- 2016 TE36
- 2016 TG36
- 2016 TK36
- 2016 TL36
- 2016 TN36
- 2016 TP36
- 2016 TR36
- 2016 TV36
- 2016 TA37
- 2016 TN37
- 2016 TS37
- 2016 TV37
- 2016 TW37
- 2016 TX37
- 2016 TC38
- 2016 TF38
- 2016 TJ38
- 2016 TK38
- 2016 TS38
- 2016 TW38
- 2016 TX38
- 2016 TY38
- 2016 TZ38
- 2016 TA39
- 2016 TB39
- 2016 TC39
- 2016 TK39
- 2016 TL39
- 2016 TN39
- 2016 TP39
- 2016 TQ39
- 2016 TX39
- 2016 TE40
- 2016 TL40
- 2016 TM40
- 2016 TN40
- 2016 TQ40
- 2016 TS40
- 2016 TU40
- 2016 TX40
- 2016 TZ40
- 2016 TJ41
- 2016 TL41
- 2016 TN41
- 2016 TO41
- 2016 TQ41
- 2016 TS41
- 2016 TW41
- 2016 TX41
- 2016 TE42
- 2016 TP42
- 2016 TU42
- 2016 TV42
- 2016 TW42
- 2016 TY42
- 2016 TZ42
- 2016 TA43
- 2016 TD43
- 2016 TF43
- 2016 TH43
- 2016 TL43
- 2016 TA44
- 2016 TD44
- 2016 TF44
- 2016 TL44
- 2016 TR44
- 2016 TS44
- 2016 TY44
- 2016 TC45
- 2016 TD45
- 2016 TE45
- 2016 TG45
- 2016 TK45
- 2016 TM45
- 2016 TN45
- 2016 TO45
- 2016 TT45
- 2016 TZ45
- 2016 TB46
- 2016 TE46
- 2016 TG46
- 2016 TJ46
- 2016 TL46
- 2016 TP46
- 2016 TR46
- 2016 TH47
- 2016 TJ47
- 2016 TQ47
- 2016 TV47
- 2016 TA48
- 2016 TB48
- 2016 TD48
- 2016 TE48
- 2016 TH48
- 2016 TO48
- 2016 TW48
- 2016 TY48
- 2016 TZ48
- 2016 TD49
- 2016 TE49
- 2016 TG49
- 2016 TH49
- 2016 TL49
- 2016 TM49
- 2016 TZ49
- 2016 TB50
- 2016 TD50
- 2016 TE50
- 2016 TG50
- 2016 TM50
- 2016 TP50
- 2016 TR50
- 2016 TT50
- 2016 TU50
- 2016 TW50
- 2016 TZ50
- 2016 TA51
- 2016 TC51
- 2016 TD51
- 2016 TE51
- 2016 TH51
- 2016 TL51
- 2016 TN51
- 2016 TO51
- 2016 TR51
- 2016 TW51
- 2016 TX51
- 2016 TY51
- 2016 TC52
- 2016 TD52
- 2016 TE52
- 2016 TF52
- 2016 TK52
- 2016 TM52
- 2016 TY52
- 2016 TZ52
- 2016 TJ53
- 2016 TL53
- 2016 TP53
- 2016 TS53
- 2016 TY53
- 2016 TE54
- 2016 TG54
- 2016 TL54
- 2016 TM54
- 2016 TN54
- 2016 TP54
- 2016 TQ54
- 2016 TR54
- 2016 TS54
- 2016 TT54
- 2016 TW54
- 2016 TX54
- 2016 TY54
- 2016 TZ54
- 2016 TC55
- 2016 TD55
- 2016 TE55
- 2016 TF55
- 2016 TG55
- 2016 TH55
- 2016 TJ55
- 2016 TK55
- 2016 TL55
- 2016 TP55
- 2016 TR55
- 2016 TS55
- 2016 TT55
- 2016 TW55
- 2016 TX55
- 2016 TY55
- 2016 TZ55
- 2016 TA56
- 2016 TB56
- 2016 TE56
- 2016 TF56
- 2016 TG56
- 2016 TH56
- 2016 TJ56
- 2016 TK56
- 2016 TL56
- 2016 TM56
- 2016 TP56
- 2016 TQ56
- 2016 TX56
- 2016 TA57
- 2016 TB57
- 2016 TC57
- 2016 TE57
- 2016 TG57
- 2016 TN57
- 2016 TT57
- 2016 TV57
- 2016 TW57
- 2016 TY57
- 2016 TF58
- 2016 TS58
- 2016 TW58
- 2016 TX58
- 2016 TZ58
- 2016 TB59
- 2016 TD59
- 2016 TH59
- 2016 TM59
- 2016 TN59
- 2016 TP59
- 2016 TQ59
- 2016 TV59
- 2016 TW59
- 2016 TX59
- 2016 TY59
- 2016 TA60
- 2016 TF60
- 2016 TH60
- 2016 TJ60
- 2016 TM60
- 2016 TQ60
- 2016 TT60
- 2016 TU60
- 2016 TY60
- 2016 TA61
- 2016 TC61
- 2016 TG61
- 2016 TM61
- 2016 TN61
- 2016 TV61
- 2016 TW61
- 2016 TX61
- 2016 TA62
- 2016 TC62
- 2016 TG62
- 2016 TK62
- 2016 TN62
- 2016 TQ62
- 2016 TZ62
- 2016 TF63
- 2016 TG63
- 2016 TQ63
- 2016 TR63
- 2016 TX63
- 2016 TY63
- 2016 TA64
- 2016 TD64
- 2016 TE64
- 2016 TH64
- 2016 TJ64
- 2016 TK64
- 2016 TM64
- 2016 TU64
- 2016 TA65
- 2016 TB65
- 2016 TE65
- 2016 TF65
- 2016 TG65
- 2016 TL65
- 2016 TM65
- 2016 TN65
- 2016 TO65
- 2016 TP65
- 2016 TQ65
- 2016 TU65
- 2016 TX65
- 2016 TY65
- 2016 TZ65
- 2016 TA66
- 2016 TE66
- 2016 TK66
- 2016 TL66
- 2016 TO66
- 2016 TT66
- 2016 TW66
- 2016 TZ66
- 2016 TE67
- 2016 TF67
- 2016 TH67
- 2016 TJ67
- 2016 TN67
- 2016 TQ67
- 2016 TZ67
- 2016 TA68
- 2016 TD68
- 2016 TE68
- 2016 TF68
- 2016 TH68
- 2016 TJ68
- 2016 TL68
- 2016 TM68
- 2016 TT68
- 2016 TY68
- 2016 TZ68
- 2016 TC69
- 2016 TE69
- 2016 TH69
- 2016 TJ69
- 2016 TN69
- 2016 TO69
- 2016 TR69
- 2016 TS69
- 2016 TU69
- 2016 TV69
- 2016 TY69
- 2016 TZ69
- 2016 TE70
- 2016 TF70
- 2016 TL70
- 2016 TM70
- 2016 TS70
- 2016 TU70
- 2016 TV70
- 2016 TC71
- 2016 TE71
- 2016 TF71
- 2016 TG71
- 2016 TM71
- 2016 TO71
- 2016 TS71
- 2016 TX71
- 2016 TG72
- 2016 TJ72
- 2016 TN72
- 2016 TO72
- 2016 TQ72
- 2016 TU72
- 2016 TA73
- 2016 TC73
- 2016 TD73
- 2016 TG73
- 2016 TH73
- 2016 TU73
- 2016 TY73
- 2016 TZ73
- 2016 TE74
- 2016 TF74
- 2016 TG74
- 2016 TM74
- 2016 TP74
- 2016 TQ74
- 2016 TS74
- 2016 TW74
- 2016 TX74
- 2016 TY74
- 2016 TA75
- 2016 TH75
- 2016 TT75
- 2016 TU75
- 2016 TX75
- 2016 TL76
- 2016 TN76
- 2016 TS76
- 2016 TT76
- 2016 TU76
- 2016 TV76
- 2016 TZ76
- 2016 TA77
- 2016 TC77
- 2016 TD77
- 2016 TE77
- 2016 TF77
- 2016 TG77
- 2016 TT77
- 2016 TX77
- 2016 TY77
- 2016 TA78
- 2016 TC78
- 2016 TD78
- 2016 TF78
- 2016 TN78
- 2016 TT78
- 2016 TU78
- 2016 TW78
- 2016 TZ78
- 2016 TA79
- 2016 TC79
- 2016 TF79
- 2016 TG79
- 2016 TJ79
- 2016 TP79
- 2016 TW79
- 2016 TA80
- 2016 TD80
- 2016 TG80
- 2016 TK80
- 2016 TL80
- 2016 TN80
- 2016 TO80
- 2016 TR80
- 2016 TT80
- 2016 TV80
- 2016 TW80
- 2016 TZ80
- 2016 TF81
- 2016 TL81
- 2016 TQ81
- 2016 TZ81
- 2016 TC82
- 2016 TH82
- 2016 TM82
- 2016 TQ82
- 2016 TV82
- 2016 TW82
- 2016 TY82
- 2016 TB83
- 2016 TC83
- 2016 TK83
- 2016 TM83
- 2016 TQ83
- 2016 TR83
- 2016 TS83
- 2016 TV83
- 2016 TW83
- 2016 TX83
- 2016 TA84
- 2016 TC84
- 2016 TF84
- 2016 TJ84
- 2016 TM84
- 2016 TP84
- 2016 TU84
- 2016 TW84
- 2016 TM85
- 2016 TO85
- 2016 TT85
- 2016 TW85
- 2016 TA86
- 2016 TF86
- 2016 TG86
- 2016 TH86
- 2016 TK86
- 2016 TL86
- 2016 TN86
- 2016 TX86
- 2016 TJ87
- 2016 TM87
- 2016 TO87
- 2016 TU87
- 2016 TY87
- 2016 TC88
- 2016 TF88
- 2016 TG88
- 2016 TR88
- 2016 TS88
- 2016 TY88
- 2016 TZ88
- 2016 TB89
- 2016 TH89
- 2016 TK89
- 2016 TN89
- 2016 TP89
- 2016 TR89
- 2016 TU89
- 2016 TW89
- 2016 TX89
- 2016 TY89
- 2016 TE90
- 2016 TL90
- 2016 TP90
- 2016 TV90
- 2016 TK91
- 2016 TO91
- 2016 TP91
- 2016 TQ91
- 2016 TS91
- 2016 TB92
- 2016 TD92
- 2016 TE92
- 2016 TG92
- 2016 TJ92
- 2016 TL92
- 2016 TN92
- 2016 TO92
- 2016 TP92
- 2016 TQ92
- 2016 TR92
- 2016 TS92
- 2016 TT92
- 2016 TU92
- 2016 TV92
- 2016 TX92
- 2016 TY92
- 2016 TB93
- 2016 TC93
- 2016 TD93
- 2016 TH93
- 2016 TJ93
- 2016 TK93
- 2016 TL93
- 2016 TM93
- 2016 TO93
- 2016 TP93
- 2016 TQ93
- 2016 TT93
- 2016 TU93
- 2016 TV93
- 2016 TW93
- 2016 TZ93
- 2016 TA94
- 2016 TB94
- 2016 TC94
- 2016 TE94
- 2016 TF94
- 2016 TG94
- 2016 TH94
- 2016 TK94
- 2016 TL94
- 2016 TM94
- 2016 TN94
- 2016 TO94
- 2016 TS94
- 2016 TT94
- 2016 TW94
- 2016 TY94
- 2016 TZ94
- 2016 TA95
- 2016 TC95
- 2016 TF95
- 2016 TH95
- 2016 TK95
- 2016 TL95
- 2016 TM95
- 2016 TN95
- 2016 TO95
- 2016 TP95
- 2016 TQ95
- 2016 TR95
- 2016 TS95
- 2016 TT95
- 2016 TU95
- 2016 TV95
- 2016 TZ95
- 2016 TA96
- 2016 TC96
- 2016 TD96
- 2016 TF96
- 2016 TH96
- 2016 TJ96
- 2016 TK96
- 2016 TL96
- 2016 TW96
- 2016 TF97
- 2016 TP97
- 2016 TS97
- 2016 TA98
- 2016 TC98
- 2016 TF98
- 2016 TH98
- 2016 TQ98
- 2016 TU98
- 2016 TH99
- 2016 TK99
- 2016 TX99
- 2016 TE100
- 2016 TF100
- 2016 TS100
- 2016 TT100
- 2016 TX100
- 2016 TZ100
- 2016 TB101
- 2016 TC101
- 2016 TE101
- 2016 TF101
- 2016 TG101
- 2016 TH101
- 2016 TL101
- 2016 TM101
- 2016 TN101
- 2016 TP101
- 2016 TS101
- 2016 TT101
- 2016 TV101
- 2016 TW101
- 2016 TY101
- 2016 TZ101
- 2016 TC102
- 2016 TF102
- 2016 TG102
- 2016 TH102
- 2016 TJ102
- 2016 TL102
- 2016 TM102
- 2016 TN102
- 2016 TO102
- 2016 TP102
- 2016 TS102
- 2016 TT102
- 2016 TU102
- 2016 TV102
- 2016 TW102
- 2016 TY102
- 2016 TZ102
- 2016 TA103
- 2016 TB103
- 2016 TC103
- 2016 TD103
- 2016 TE103
- 2016 TF103
- 2016 TJ103
- 2016 TK103
- 2016 TM103
- 2016 TN103
- 2016 TR103
- 2016 TS103
- 2016 TT103
- 2016 TU103
- 2016 TW103
- 2016 TZ103
- 2016 TA104
- 2016 TB104
- 2016 TC104
- 2016 TD104
- 2016 TE104
- 2016 TF104
- 2016 TG104
- 2016 TH104
- 2016 TJ104
- 2016 TK104
- 2016 TL104
- 2016 TN104
- 2016 TO104
- 2016 TP104
- 2016 TR104
- 2016 TS104
- 2016 TT104
- 2016 TU104
- 2016 TV104
- 2016 TW104
- 2016 TX104
- 2016 TY104
- 2016 TZ104
- 2016 TA105
- 2016 TC105
- 2016 TD105
- 2016 TE105
- 2016 TF105
- 2016 TG105
- 2016 TH105
- 2016 TJ105
- 2016 TK105
- 2016 TL105
- 2016 TN105
- 2016 TO105
- 2016 TS105
- 2016 TW105
- 2016 TX105
- 2016 TY105
- 2016 TZ105
- 2016 TB106
- 2016 TC106
- 2016 TD106
- 2016 TE106
- 2016 TF106
- 2016 TG106
- 2016 TH106
- 2016 TJ106
- 2016 TK106
- 2016 TL106
- 2016 TM106
- 2016 TN106
- 2016 TO106
- 2016 TP106
- 2016 TQ106
- 2016 TS106
- 2016 TT106
- 2016 TU106
- 2016 TY106
- 2016 TZ106
- 2016 TA107
- 2016 TB107
- 2016 TC107
- 2016 TF107
- 2016 TG107
- 2016 TH107
- 2016 TJ107
- 2016 TK107
- 2016 TL107
- 2016 TO107
- 2016 TP107
- 2016 TQ107
- 2016 TS107
- 2016 TT107
- 2016 TU107
- 2016 TV107
- 2016 TW107
- 2016 TX107
- 2016 TA108
- 2016 TB108
- 2016 TC108
- 2016 TD108
- 2016 TE108
- 2016 TF108
- 2016 TG108
- 2016 TH108
- 2016 TJ108
- 2016 TK108
- 2016 TM108
- 2016 TN108
- 2016 TP108
- 2016 TQ108
- 2016 TR108
- 2016 TS108
- 2016 TT108
- 2016 TU108
- 2016 TV108
- 2016 TW108
- 2016 TX108
- 2016 TY108
- 2016 TZ108
- 2016 TA109
- 2016 TC109
- 2016 TD109
- 2016 TE109
- 2016 TF109
- 2016 TG109
- 2016 TH109
- 2016 TJ109
- 2016 TK109
- 2016 TL109
- 2016 TM109
- 2016 TN109
- 2016 TP109
- 2016 TR109
- 2016 TS109
- 2016 TT109
- 2016 TU109
- 2016 TV109
- 2016 TW109
- 2016 TX109
- 2016 TY109
- 2016 TA110
- 2016 TB110
- 2016 TD110
- 2016 TE110
- 2016 TG110
- 2016 TH110
- 2016 TJ110
- 2016 TK110
- 2016 TL110
- 2016 TM110
- 2016 TO110
- 2016 TP110
- 2016 TQ110
- 2016 TR110
- 2016 TS110
- 2016 TU110
- 2016 TV110
- 2016 TW110
- 2016 TX110
- 2016 TY110
- 2016 TZ110
- 2016 TA111
- 2016 TB111
- 2016 TC111
- 2016 TD111
- 2016 TE111
- 2016 TF111
- 2016 TG111
- 2016 TH111
- 2016 TJ111
- 2016 TK111
- 2016 TL111
- 2016 TM111
- 2016 TN111
- 2016 TO111
- 2016 TP111
- 2016 TQ111
- 2016 TR111
- 2016 TS111
- 2016 TT111
- 2016 TU111
- 2016 TV111
- 2016 TW111
- 2016 TX111
- 2016 TY111
- 2016 TZ111
- 2016 TA112
- 2016 TB112
- 2016 TC112
- 2016 TD112
- 2016 TE112
- 2016 TF112
- 2016 TG112
- 2016 TH112
- 2016 TJ112
- 2016 TK112
- 2016 TL112
- 2016 TM112
- 2016 TN112
- 2016 TO112
- 2016 TP112
- 2016 TQ112
- 2016 TR112
- 2016 TS112
- 2016 TT112
- 2016 TU112
- 2016 TV112
- 2016 TW112
- 2016 TX112
- 2016 TY112
- 2016 TZ112
- 2016 TA113
- 2016 TC113
- 2016 TE113
- 2016 TG113
- 2016 TH113
- 2016 TJ113
- 2016 TK113
- 2016 TL113
- 2016 TM113
- 2016 TN113
- 2016 TO113
- 2016 TP113
- 2016 TQ113
- 2016 TR113
- 2016 TS113
- 2016 TU113
- 2016 TV113
- 2016 TW113
- 2016 TX113
- 2016 TY113
- 2016 TZ113
- 2016 TA114
- 2016 TB114
- 2016 TC114
- 2016 TD114
- 2016 TE114
- 2016 TF114
- 2016 TG114
- 2016 TH114
- 2016 TJ114
- 2016 TK114
- 2016 TL114
- 2016 TM114
- 2016 TN114
- 2016 TO114
- 2016 TQ114
- 2016 TR114
- 2016 TS114
- 2016 TT114
- 2016 TU114
- 2016 TW114
- 2016 TX114
- 2016 TY114
- 2016 TZ114
- 2016 TA115
- 2016 TB115
- 2016 TC115
- 2016 TD115
- 2016 TE115
- 2016 TF115
- 2016 TG115
- 2016 TH115
- 2016 TJ115
- 2016 TL115
- 2016 TM115
- 2016 TN115
- 2016 TO115
- 2016 TP115
- 2016 TQ115
- 2016 TR115
- 2016 TS115
- 2016 TT115
- 2016 TV115
- 2016 TW115
- 2016 TX115
- 2016 TY115
- 2016 TZ115
- 2016 TA116
- 2016 TB116
- 2016 TC116
- 2016 TD116
- 2016 TE116
- 2016 TF116
- 2016 TG116
- 2016 TH116
- 2016 TJ116
- 2016 TK116
- 2016 TL116
- 2016 TM116
- 2016 TN116
- 2016 TP116
- 2016 TQ116
- 2016 TR116
- 2016 TS116
- 2016 TT116
- 2016 TU116
- 2016 TV116
- 2016 TW116
- 2016 TX116
- 2016 TY116
- 2016 TZ116
- 2016 TA117
- 2016 TB117
- 2016 TD117
- 2016 TE117
- 2016 TF117
- 2016 TG117
- 2016 TH117
- 2016 TJ117
- 2016 TK117
- 2016 TL117
- 2016 TN117
- 2016 TP117
- 2016 TQ117
- 2016 TR117
- 2016 TS117
- 2016 TT117
- 2016 TU117
- 2016 TV117
- 2016 TW117
- 2016 TX117
- 2016 TY117
- 2016 TZ117
- 2016 TC118
- 2016 TD118
- 2016 TE118
- 2016 TF118
- 2016 TG118
- 2016 TH118
- 2016 TJ118
- 2016 TK118
- 2016 TL118
- 2016 TM118
- 2016 TP118
- 2016 TQ118
- 2016 TS118
- 2016 TT118
- 2016 TU118
- 2016 TV118
- 2016 TY118
- 2016 TZ118
- 2016 TB119
- 2016 TC119
- 2016 TE119
- 2016 TF119
- 2016 TG119
- 2016 TH119
- 2016 TJ119
- 2016 TL119
- 2016 TM119
- 2016 TN119
- 2016 TO119
- 2016 TP119
- 2016 TQ119
- 2016 TR119
- 2016 TS119
- 2016 TT119
- 2016 TU119
- 2016 TV119
- 2016 TW119
- 2016 TZ119
- 2016 TA120
- 2016 TC120
- 2016 TE120
- 2016 TF120
- 2016 TG120
- 2016 TH120
- 2016 TJ120
- 2016 TK120
- 2016 TL120
- 2016 TN120
- 2016 TO120
- 2016 TP120
- 2016 TQ120
- 2016 TR120
- 2016 TW120
- 2016 TX120
- 2016 TY120
- 2016 TZ120
- 2016 TA121
- 2016 TC121
- 2016 TE121
- 2016 TF121
- 2016 TP121
- 2016 TU121
- 2016 TV121
- 2016 TW121
- 2016 TZ121
- 2016 TA122
- 2016 TB122
- 2016 TH122
- 2016 TK122
- 2016 TO122
- 2016 TU122
- 2016 TV122
- 2016 TW122
- 2016 TZ122
- 2016 TF123
- 2016 TJ123
- 2016 TK123
- 2016 TL123
- 2016 TM123
- 2016 TN123
- 2016 TQ123
- 2016 TS123
- 2016 TA124
- 2016 TC124
- 2016 TD124
- 2016 TE124
- 2016 TH124
- 2016 TL124
- 2016 TM124
- 2016 TP124
- 2016 TT124
- 2016 TV124
- 2016 TW124
- 2016 TD125
- 2016 TE125
- 2016 TH125
- 2016 TK125
- 2016 TM125
- 2016 TN125
- 2016 TO125
- 2016 TP125
- 2016 TQ125
- 2016 TS125
- 2016 TU125
- 2016 TW125
- 2016 TZ125
- 2016 TD126
- 2016 TE126
- 2016 TF126
- 2016 TG126
- 2016 TK126
- 2016 TL126
- 2016 TM126
- 2016 TN126
- 2016 TO126
- 2016 TP126
- 2016 TR126
- 2016 TS126
- 2016 TT126
- 2016 TU126
- 2016 TW126
- 2016 TX126
- 2016 TY126
- 2016 TZ126
- 2016 TA127
- 2016 TB127
- 2016 TC127
- 2016 TD127
- 2016 TE127
- 2016 TF127
- 2016 TG127
- 2016 TJ127
- 2016 TK127
- 2016 TL127
- 2016 TM127
- 2016 TN127
- 2016 TO127
- 2016 TQ127
- 2016 TR127
- 2016 TS127
- 2016 TT127
- 2016 TU127
- 2016 TV127
- 2016 TW127
- 2016 TX127
- 2016 TY127
- 2016 TZ127
- 2016 TA128
- 2016 TB128
- 2016 TC128
- 2016 TD128
- 2016 TE128
- 2016 TF128
- 2016 TG128
- 2016 TH128
- 2016 TJ128
- 2016 TL128
- 2016 TM128
- 2016 TN128
- 2016 TO128
- 2016 TP128
- 2016 TQ128
- 2016 TR128
- 2016 TS128
- 2016 TT128
- 2016 TU128
- 2016 TV128
- 2016 TW128
- 2016 TX128
- 2016 TY128
- 2016 TZ128
- 2016 TA129
- 2016 TC129
- 2016 TD129
- 2016 TE129
- 2016 TF129
- 2016 TG129
- 2016 TJ129
- 2016 TK129
- 2016 TL129
- 2016 TN129
- 2016 TO129
- 2016 TP129
- 2016 TR129
- 2016 TS129
- 2016 TU129
- 2016 TV129
- 2016 TW129
- 2016 TX129
- 2016 TY129
- 2016 TZ129
- 2016 TA130
- 2016 TB130
- 2016 TD130
- 2016 TE130
- 2016 TF130
- 2016 TG130
- 2016 TJ130
- 2016 TK130
- 2016 TL130
- 2016 TM130
- 2016 TN130
- 2016 TO130
- 2016 TP130
- 2016 TQ130
- 2016 TR130
- 2016 TS130
- 2016 TT130
- 2016 TU130
- 2016 TW130
- 2016 TX130
- 2016 TY130
- 2016 TZ130
- 2016 TA131
- 2016 TC131
- 2016 TD131
- 2016 TE131
- 2016 TF131
- 2016 TH131
- 2016 TJ131
- 2016 TK131
- 2016 TL131
- 2016 TM131
- 2016 TN131
- 2016 TQ131
- 2016 TR131
- 2016 TS131
- 2016 TU131
- 2016 TV131
- 2016 TW131
- 2016 TX131
- 2016 TY131
- 2016 TZ131
- 2016 TA132
- 2016 TB132
- 2016 TC132
- 2016 TD132
- 2016 TG132
- 2016 TK132
- 2016 TO132
- 2016 TP132
- 2016 TW132
- 2016 TX132
- 2016 TY132
- 2016 TA133
- 2016 TB133
- 2016 TD133
- 2016 TE133
- 2016 TG133
- 2016 TN133
- 2016 TQ133
- 2016 TT133
- 2016 TV133
- 2016 TX133
- 2016 TB134
- 2016 TC134
- 2016 TD134
- 2016 TE134
- 2016 TF134
- 2016 TG134
- 2016 TK134
- 2016 TL134
- 2016 TN134
- 2016 TP134
- 2016 TV134
- 2016 TW134
- 2016 TZ134
- 2016 TC135
- 2016 TD135
- 2016 TF135
- 2016 TG135
- 2016 TJ135
- 2016 TK135
- 2016 TL135
- 2016 TM135
- 2016 TO135
- 2016 TP135
- 2016 TQ135
- 2016 TS135
- 2016 TT135
- 2016 TU135
- 2016 TV135
- 2016 TW135
- 2016 TX135
- 2016 TY135
- 2016 TZ135
- 2016 TB136
- 2016 TC136
- 2016 TD136
- 2016 TE136
- 2016 TF136
- 2016 TG136
- 2016 TH136
- 2016 TJ136
- 2016 TK136
- 2016 TL136
- 2016 TM136
- 2016 TN136
- 2016 TO136
- 2016 TP136
- 2016 TQ136
- 2016 TR136
- 2016 TS136
- 2016 TT136
- 2016 TU136
- 2016 TV136
- 2016 TW136
- 2016 TX136
- 2016 TY136
- 2016 TZ136
- 2016 TA137
- 2016 TB137
- 2016 TC137
- 2016 TD137
- 2016 TE137
- 2016 TF137
- 2016 TH137
- 2016 TJ137
- 2016 TL137
- 2016 TN137
- 2016 TP137
- 2016 TQ137
- 2016 TR137
- 2016 TS137
- 2016 TT137
- 2016 TU137
- 2016 TV137
- 2016 TX137
- 2016 TY137
- 2016 TZ137
- 2016 TB138
- 2016 TC138
- 2016 TD138
- 2016 TE138
- 2016 TF138
- 2016 TH138
- 2016 TJ138
- 2016 TK138
- 2016 TL138
- 2016 TM138
- 2016 TN138
- 2016 TO138
- 2016 TQ138
- 2016 TY138
- 2016 TA139
- 2016 TE139
- 2016 TF139
- 2016 TG139
- 2016 TH139
- 2016 TK139
- 2016 TM139
- 2016 TN139
- 2016 TQ139
- 2016 TR139
- 2016 TS139
- 2016 TT139
- 2016 TU139
- 2016 TV139
- 2016 TW139
- 2016 TA140
- 2016 TB140
- 2016 TD140
- 2016 TE140
- 2016 TF140
- 2016 TG140
- 2016 TH140
- 2016 TJ140
- 2016 TK140
- 2016 TL140
- 2016 TM140
- 2016 TN140
- 2016 TO140
- 2016 TP140
- 2016 TQ140
- 2016 TR140
- 2016 TS140
- 2016 TT140
- 2016 TU140
- 2016 TV140
- 2016 TW140
- 2016 TX140
- 2016 TY140
- 2016 TZ140
- 2016 TA141
- 2016 TB141
- 2016 TD141
- 2016 TE141
- 2016 TF141
- 2016 TG141
- 2016 TH141
- 2016 TJ141
- 2016 TK141
- 2016 TL141
- 2016 TM141
- 2016 TN141
- 2016 TO141
- 2016 TQ141
- 2016 TR141
- 2016 TS141
- 2016 TT141
- 2016 TV141
- 2016 TW141
- 2016 TX141
- 2016 TY141
- 2016 TZ141
- 2016 TA142
- 2016 TC142
- 2016 TD142
- 2016 TF142
- 2016 TG142
- 2016 TH142
- 2016 TJ142
- 2016 TM142
- 2016 TN142
- 2016 TO142
- 2016 TP142
- 2016 TQ142
- 2016 TR142
- 2016 TS142
- 2016 TT142
- 2016 TU142
- 2016 TV142
- 2016 TX142
- 2016 TY142
- 2016 TZ142
- 2016 TA143
- 2016 TB143
- 2016 TC143
- 2016 TD143
- 2016 TE143
- 2016 TF143
- 2016 TG143
- 2016 TH143
- 2016 TK143
- 2016 TL143
- 2016 TM143
- 2016 TN143
- 2016 TO143
- 2016 TP143
- 2016 TQ143
- 2016 TR143
- 2016 TS143
- 2016 TT143
- 2016 TU143
- 2016 TV143
- 2016 TW143
- 2016 TX143
- 2016 TY143
- 2016 TZ143
- 2016 TA144
- 2016 TB144
- 2016 TD144
- 2016 TE144
- 2016 TF144
- 2016 TG144
- 2016 TH144
- 2016 TJ144
- 2016 TK144
- 2016 TL144
- 2016 TN144
- 2016 TO144
- 2016 TQ144
- 2016 TR144
- 2016 TS144
- 2016 TT144
- 2016 TU144
- 2016 TV144
- 2016 TW144
- 2016 TX144
- 2016 TY144
- 2016 TA145
- 2016 TC145
- 2016 TE145
- 2016 TF145
- 2016 TH145
- 2016 TJ145
- 2016 TK145
- 2016 TR145
- 2016 TS145
- 2016 TT145
- 2016 TU145
- 2016 TV145
- 2016 TW145
- 2016 TX145
- 2016 TY145
- 2016 TZ145
- 2016 TA146
- 2016 TB146
- 2016 TC146
- 2016 TD146
- 2016 TE146
- 2016 TF146
- 2016 TG146
- 2016 TH146
- 2016 TL146
- 2016 TM146
- 2016 TN146
- 2016 TO146
- 2016 TQ146
- 2016 TR146
- 2016 TS146
- 2016 TT146
- 2016 TU146
- 2016 TV146
- 2016 TW146
- 2016 TY146
- 2016 TZ146
- 2016 TA147
- 2016 TB147
- 2016 TC147
- 2016 TD147
- 2016 TE147
- 2016 TF147
- 2016 TG147
- 2016 TH147
- 2016 TJ147
- 2016 TK147
- 2016 TL147
- 2016 TN147
- 2016 TO147
- 2016 TP147
- 2016 TQ147
- 2016 TR147
- 2016 TT147
- 2016 TU147
- 2016 TV147
- 2016 TW147
- 2016 TY147
- 2016 TZ147
- 2016 TB148
- 2016 TC148
- 2016 TD148
- 2016 TE148
- 2016 TF148
- 2016 TG148
- 2016 TH148
- 2016 TJ148
- 2016 TK148
- 2016 TM148
- 2016 TN148
- 2016 TO148
- 2016 TP148
- 2016 TQ148
- 2016 TR148
- 2016 TS148
- 2016 TU148
- 2016 TV148
- 2016 TX148
- 2016 TY148
- 2016 TZ148
- 2016 TA149
- 2016 TB149
- 2016 TC149
- 2016 TD149
- 2016 TE149
- 2016 TH149
- 2016 TJ149
- 2016 TK149
- 2016 TL149
- 2016 TM149
- 2016 TN149
- 2016 TO149
- 2016 TP149
- 2016 TQ149
- 2016 TR149
- 2016 TS149
- 2016 TT149
- 2016 TU149
- 2016 TV149
- 2016 TW149
- 2016 TA150
- 2016 TG150
- 2016 TH150
- 2016 TJ150
- 2016 TK150
- 2016 TL150
- 2016 TM150
- 2016 TN150
- 2016 TO150
- 2016 TR150
- 2016 TS150
- 2016 TT150
- 2016 TV150
- 2016 TW150
- 2016 TX150
- 2016 TZ150
- 2016 TA151
- 2016 TB151
- 2016 TC151
- 2016 TD151
- 2016 TE151
- 2016 TF151
- 2016 TJ151
- 2016 TM151
- 2016 TN151
- 2016 TO151
- 2016 TP151
- 2016 TQ151
- 2016 TR151
- 2016 TT151
- 2016 TU151
- 2016 TV151
- 2016 TW151
- 2016 TY151
- 2016 TZ151
- 2016 TA152
- 2016 TC152
- 2016 TD152
- 2016 TE152
- 2016 TF152
- 2016 TG152
- 2016 TH152
- 2016 TJ152
- 2016 TK152
- 2016 TL152
- 2016 TM152
- 2016 TN152
- 2016 TO152
- 2016 TP152
- 2016 TR152
- 2016 TS152
- 2016 TT152
- 2016 TU152
- 2016 TW152
- 2016 TX152
- 2016 TY152
- 2016 TZ152
- 2016 TA153
- 2016 TB153
- 2016 TE153
- 2016 TF153
- 2016 TG153
- 2016 TH153
- 2016 TJ153
- 2016 TK153
- 2016 TL153
- 2016 TM153
- 2016 TN153
- 2016 TO153
- 2016 TP153
- 2016 TQ153
- 2016 TS153
- 2016 TT153
- 2016 TU153
- 2016 TV153
- 2016 TW153
- 2016 TX153
- 2016 TB154
- 2016 TD154
- 2016 TE154
- 2016 TF154
- 2016 TG154
- 2016 TH154
- 2016 TJ154
- 2016 TK154
- 2016 TL154
- 2016 TM154
- 2016 TQ154
- 2016 TR154
- 2016 TS154
- 2016 TU154
- 2016 TV154
- 2016 TW154
- 2016 TX154
- 2016 TY154
- 2016 TZ154
- 2016 TD155
- 2016 TE155
- 2016 TF155
- 2016 TG155
- 2016 TH155
- 2016 TJ155
- 2016 TK155
- 2016 TL155
- 2016 TM155
- 2016 TN155
- 2016 TO155
- 2016 TP155
- 2016 TQ155
- 2016 TR155
- 2016 TS155
- 2016 TT155
- 2016 TU155
- 2016 TV155
- 2016 TW155
- 2016 TX155
- 2016 TY155
- 2016 TZ155
- 2016 TC156
- 2016 TD156
- 2016 TE156
- 2016 TF156
- 2016 TG156
- 2016 TH156
- 2016 TJ156
- 2016 TK156
- 2016 TL156
- 2016 TM156
- 2016 TN156
- 2016 TO156
- 2016 TP156
- 2016 TQ156
- 2016 TR156
- 2016 TS156
- 2016 TT156
- 2016 TU156
- 2016 TV156
- 2016 TW156
- 2016 TX156
- 2016 TY156
- 2016 TZ156
- 2016 TA157
- 2016 TB157
- 2016 TC157
- 2016 TD157
- 2016 TE157
- 2016 TF157
- 2016 TG157
- 2016 TH157
- 2016 TJ157
- 2016 TK157
- 2016 TL157
- 2016 TM157
- 2016 TN157
- 2016 TO157
- 2016 TP157
- 2016 TQ157
- 2016 TR157
- 2016 TS157
- 2016 TT157
- 2016 TU157
- 2016 TV157
- 2016 TW157
- 2016 TX157
- 2016 TY157
- 2016 TZ157
- 2016 TA158
- 2016 TB158
- 2016 TC158
- 2016 TE158
- 2016 TF158
- 2016 TG158
- 2016 TH158
- 2016 TJ158
- 2016 TK158
- 2016 TL158
- 2016 TM158
- 2016 TN158
- 2016 TO158
- 2016 TP158
- 2016 TQ158
- 2016 TS158
- 2016 TT158
- 2016 TU158
- 2016 TV158
- 2016 TW158
- 2016 TX158
- 2016 TY158
- 2016 TZ158
- 2016 TA159
- 2016 TB159
- 2016 TC159
- 2016 TD159
- 2016 TE159
- 2016 TF159
- 2016 TG159
- 2016 TH159
- 2016 TJ159
- 2016 TK159
- 2016 TL159
- 2016 TM159
- 2016 TN159
- 2016 TP159
- 2016 TQ159
- 2016 TR159
- 2016 TS159
- 2016 TV159
- 2016 TW159
- 2016 TX159
- 2016 TY159
- 2016 TZ159
- 2016 TA160
- 2016 TB160
- 2016 TC160
- 2016 TD160
- 2016 TF160
- 2016 TH160
- 2016 TJ160
- 2016 TL160
- 2016 TM160
- 2016 TN160
- 2016 TP160
- 2016 TQ160
- 2016 TR160
- 2016 TS160
- 2016 TT160
- 2016 TU160
- 2016 TV160
- 2016 TW160
- 2016 TX160
- 2016 TY160
- 2016 TZ160
- 2016 TA161
- 2016 TB161
- 2016 TC161
- 2016 TD161
- 2016 TE161
- 2016 TF161
- 2016 TH161
- 2016 TJ161
- 2016 TL161
- 2016 TM161
- 2016 TN161
- 2016 TP161
- 2016 TQ161
- 2016 TR161
- 2016 TS161
- 2016 TT161
- 2016 TU161
- 2016 TV161
- 2016 TW161
- 2016 TX161
- 2016 TY161
- 2016 TZ161
- 2016 TA162
- 2016 TC162
- 2016 TD162
- 2016 TE162
- 2016 TF162
- 2016 TG162
- 2016 TH162
- 2016 TJ162
- 2016 TK162
- 2016 TL162
- 2016 TM162
- 2016 TN162
- 2016 TO162
- 2016 TP162
- 2016 TQ162
- 2016 TR162
- 2016 TS162
- 2016 TT162
- 2016 TU162
- 2016 TV162
- 2016 TW162
- 2016 TX162
- 2016 TY162
- 2016 TZ162
- 2016 TA163
- 2016 TC163
- 2016 TD163
- 2016 TE163
- 2016 TG163
- 2016 TJ163
- 2016 TK163
- 2016 TL163
- 2016 TM163
- 2016 TN163
- 2016 TO163
- 2016 TP163
- 2016 TR163
- 2016 TS163
- 2016 TV163
- 2016 TW163
- 2016 TX163
- 2016 TZ163
- 2016 TA164
- 2016 TC164
- 2016 TD164
- 2016 TG164
- 2016 TH164
- 2016 TJ164
- 2016 TK164
- 2016 TL164
- 2016 TN164
- 2016 TO164
- 2016 TP164
- 2016 TQ164
- 2016 TR164
- 2016 TS164
- 2016 TT164
- 2016 TU164
- 2016 TV164
- 2016 TW164
- 2016 TX164
- 2016 TY164
- 2016 TZ164
- 2016 TA165
- 2016 TB165
- 2016 TC165
- 2016 TD165
- 2016 TE165
- 2016 TF165
- 2016 TG165
- 2016 TH165
- 2016 TJ165
- 2016 TK165
- 2016 TL165
- 2016 TM165
- 2016 TN165
- 2016 TO165
- 2016 TP165
- 2016 TQ165
- 2016 TR165
- 2016 TS165
- 2016 TT165
- 2016 TU165
- 2016 TV165
- 2016 TZ165
- 2016 TA166
- 2016 TD166
- 2016 TE166
- 2016 TF166
- 2016 TH166
- 2016 TJ166
- 2016 TK166
- 2016 TM166
- 2016 TN166
- 2016 TO166
- 2016 TP166
- 2016 TQ166
- 2016 TS166
- 2016 TT166
- 2016 TV166
- 2016 TX166
- 2016 TY166
- 2016 TZ166
- 2016 TA167
- 2016 TB167
- 2016 TC167
- 2016 TD167
- 2016 TF167
- 2016 TG167
- 2016 TH167
- 2016 TJ167
- 2016 TK167
- 2016 TL167
- 2016 TN167
- 2016 TO167
- 2016 TP167
- 2016 TQ167
- 2016 TR167
- 2016 TS167
- 2016 TT167
- 2016 TU167
- 2016 TW167
- 2016 TX167
- 2016 TY167
- 2016 TA168
- 2016 TB168
- 2016 TC168
- 2016 TE168
- 2016 TF168
- 2016 TH168
- 2016 TJ168
- 2016 TK168
- 2016 TL168
- 2016 TM168
- 2016 TO168
- 2016 TP168
- 2016 TR168
- 2016 TT168
- 2016 TV168
- 2016 TW168
- 2016 TY168
- 2016 TZ168
- 2016 TA169
- 2016 TB169
- 2016 TD169
- 2016 TE169
- 2016 TJ169
- 2016 TK169
- 2016 TL169
- 2016 TO169
- 2016 TP169
- 2016 TQ169
- 2016 TS169
- 2016 TX169
- 2016 TY169
- 2016 TZ169
- 2016 TC170
- 2016 TD170
- 2016 TE170
- 2016 TF170
- 2016 TH170
- 2016 TJ170
- 2016 TK170
- 2016 TL170
- 2016 TM170
- 2016 TR170
- 2016 TT170
- 2016 TU170
- 2016 TV170
- 2016 TW170
- 2016 TX170
- 2016 TZ170
- 2016 TA171
- 2016 TB171
- 2016 TC171
- 2016 TD171
- 2016 TE171
- 2016 TG171
- 2016 TJ171
- 2016 TK171
- 2016 TL171
- 2016 TM171
- 2016 TN171
- 2016 TP171
- 2016 TQ171
- 2016 TS171
- 2016 TT171
- 2016 TV171
- 2016 TW171
- 2016 TX171
- 2016 TY171
- 2016 TZ171
- 2016 TA172
- 2016 TB172
- 2016 TD172
- 2016 TE172
- 2016 TF172
- 2016 TG172
- 2016 TH172
- 2016 TJ172
- 2016 TK172
- 2016 TL172
- 2016 TM172
- 2016 TN172
- 2016 TR172
- 2016 TS172
- 2016 TT172
- 2016 TU172
- 2016 TV172
- 2016 TW172
- 2016 TC173
- 2016 TD173
- 2016 TE173
- 2016 TJ173
- 2016 TK173
- 2016 TL173
- 2016 TM173
- 2016 TN173
- 2016 TO173
- 2016 TS173
- 2016 TT173
- 2016 TU173
- 2016 TV173
- 2016 TW173
- 2016 TX173
- 2016 TZ173
- 2016 TA174
- 2016 TB174
- 2016 TC174
- 2016 TD174
- 2016 TE174
- 2016 TH174
- 2016 TJ174
- 2016 TK174
- 2016 TL174
- 2016 TM174
- 2016 TN174
- 2016 TO174
- 2016 TP174
- 2016 TQ174
- 2016 TR174
- 2016 TS174
- 2016 TT174
- 2016 TU174
- 2016 TV174
- 2016 TW174
- 2016 TX174
- 2016 TZ174
- 2016 TA175
- 2016 TB175
- 2016 TC175
- 2016 TE175
- 2016 TF175
- 2016 TG175
- 2016 TH175
- 2016 TK175
- 2016 TM175
- 2016 TN175
- 2016 TQ175
- 2016 TR175
- 2016 TS175
- 2016 TT175
- 2016 TU175
- 2016 TW175
- 2016 TX175
- 2016 TY175
- 2016 TZ175
- 2016 TA176
- 2016 TB176
- 2016 TC176
- 2016 TD176
- 2016 TE176
- 2016 TF176
- 2016 TG176
- 2016 TH176
- 2016 TJ176
- 2016 TK176
- 2016 TL176
- 2016 TM176
- 2016 TP176
- 2016 TQ176
- 2016 TR176
- 2016 TS176
- 2016 TT176
- 2016 TU176
- 2016 TV176
- 2016 TW176
- 2016 TX176
- 2016 TY176
- 2016 TZ176
- 2016 TA177
- 2016 TB177
- 2016 TC177
- 2016 TD177
- 2016 TE177
- 2016 TF177
- 2016 TG177
- 2016 TH177
- 2016 TJ177
- 2016 TK177
- 2016 TL177
- 2016 TM177
- 2016 TN177
- 2016 TO177
- 2016 TP177
- 2016 TR177
- 2016 TS177
- 2016 TT177
- 2016 TU177
- 2016 TZ177
- 2016 TA178
- 2016 TB178
- 2016 TC178
- 2016 TD178
- 2016 TH178
- 2016 TK178
- 2016 TL178
- 2016 TM178
- 2016 TN178
- 2016 TP178
- 2016 TR178
- 2016 TS178
- 2016 TT178
- 2016 TU178
- 2016 TW178
- 2016 TX178
- 2016 TY178
- 2016 TZ178
- 2016 TA179
- 2016 TB179
- 2016 TC179
- 2016 TD179
- 2016 TE179
- 2016 TF179
- 2016 TG179
- 2016 TH179
- 2016 TJ179
- 2016 TK179
- 2016 TL179
- 2016 TM179
- 2016 TN179
- 2016 TO179
- 2016 TP179
- 2016 TQ179
- 2016 TR179
- 2016 TS179
- 2016 TT179
- 2016 TU179
- 2016 TV179
- 2016 TW179
- 2016 TY179
- 2016 TZ179
- 2016 TA180
- 2016 TB180
- 2016 TC180
- 2016 TD180
- 2016 TE180
- 2016 TF180
- 2016 TG180
- 2016 TH180
- 2016 TJ180
- 2016 TK180
- 2016 TL180
- 2016 TM180
- 2016 TN180
- 2016 TO180
- 2016 TP180
- 2016 TQ180
- 2016 TR180
- 2016 TS180
- 2016 TT180
- 2016 TU180
- 2016 TV180
- 2016 TW180
- 2016 TY180
- 2016 TZ180
- 2016 TA181
- 2016 TB181
- 2016 TC181
- 2016 TD181
- 2016 TE181
- 2016 TG181
- 2016 TH181
- 2016 TJ181
- 2016 TK181
- 2016 TL181
- 2016 TM181
- 2016 TO181
- 2016 TP181
- 2016 TR181
- 2016 TS181
- 2016 TT181
- 2016 TU181
- 2016 TV181
- 2016 TW181
- 2016 TZ181
- 2016 TA182
- 2016 TB182
- 2016 TD182
- 2016 TE182
- 2016 TF182
- 2016 TH182
- 2016 TJ182
- 2016 TK182
- 2016 TL182
- 2016 TM182
- 2016 TN182
- 2016 TO182
- 2016 TP182
- 2016 TQ182
- 2016 TR182
- 2016 TS182
- 2016 TT182
- 2016 TU182
- 2016 TV182
- 2016 TW182
- 2016 TX182
- 2016 TY182
- 2016 TZ182
- 2016 TA183
- 2016 TB183
- 2016 TD183
- 2016 TE183
- 2016 TH183
- 2016 TJ183
- 2016 TK183
- 2016 TL183
- 2016 TM183
- 2016 TN183
- 2016 TO183
- 2016 TP183
- 2016 TQ183
- 2016 TR183
- 2016 TS183
- 2016 TT183
- 2016 TU183
- 2016 TV183
- 2016 TW183
- 2016 TX183
- 2016 TY183
- 2016 TZ183
- 2016 TA184
- 2016 TB184
- 2016 TD184
- 2016 TE184
- 2016 TF184
- 2016 TG184
- 2016 TH184
- 2016 TJ184
- 2016 TK184
- 2016 TL184
- 2016 TM184
- 2016 TO184
- 2016 TR184
- 2016 TS184
- 2016 TT184
- 2016 TU184
- 2016 TW184
- 2016 TX184
- 2016 TZ184
- 2016 TA185
- 2016 TB185
- 2016 TC185
- 2016 TD185
- 2016 TE185
- 2016 TF185
- 2016 TG185
- 2016 TH185
- 2016 TJ185
- 2016 TK185
- 2016 TL185
- 2016 TN185
- 2016 TO185
- 2016 TP185
- 2016 TQ185
- 2016 TR185
- 2016 TS185
- 2016 TT185
- 2016 TU185
- 2016 TV185
- 2016 TW185
- 2016 TX185
- 2016 TZ185
- 2016 TA186
- 2016 TC186
- 2016 TE186
- 2016 TH186
- 2016 TJ186
- 2016 TK186
- 2016 TL186
- 2016 TM186
- 2016 TN186
- 2016 TO186
- 2016 TP186
- 2016 TQ186
- 2016 TS186
- 2016 TT186
- 2016 TU186
- 2016 TV186
- 2016 TW186
- 2016 TX186
- 2016 TY186
- 2016 TA187
- 2016 TB187
- 2016 TC187
- 2016 TD187
- 2016 TE187
- 2016 TF187
- 2016 TG187
- 2016 TH187
- 2016 TJ187
- 2016 TK187
- 2016 TL187
- 2016 TM187
- 2016 TN187
- 2016 TO187
- 2016 TP187
- 2016 TQ187
- 2016 TR187
- 2016 TS187
- 2016 TU187
- 2016 TV187
- 2016 TX187
- 2016 TY187
- 2016 TZ187
- 2016 TA188
- 2016 TB188
- 2016 TC188
- 2016 TD188
- 2016 TE188
- 2016 TF188
- 2016 TH188
- 2016 TJ188
- 2016 TK188
- 2016 TL188
- 2016 TM188
- 2016 TN188
- 2016 TO188
- 2016 TP188
- 2016 TQ188
- 2016 TR188
- 2016 TS188
- 2016 TT188
- 2016 TU188
- 2016 TV188
- 2016 TW188
- 2016 TX188
- 2016 TY188
- 2016 TZ188
- 2016 TA189
- 2016 TB189
- 2016 TC189
- 2016 TD189
- 2016 TE189
- 2016 TF189
- 2016 TG189
- 2016 TH189
- 2016 TJ189
- 2016 TK189
- 2016 TL189
- 2016 TN189
- 2016 TO189
- 2016 TP189
- 2016 TR189
- 2016 TS189
- 2016 TT189
- 2016 TU189
- 2016 TV189
- 2016 TW189
- 2016 TX189
- 2016 TY189
- 2016 TZ189
- 2016 TA190
- 2016 TB190
- 2016 TC190
- 2016 TD190
- 2016 TE190
- 2016 TF190
- 2016 TG190
- 2016 TH190
- 2016 TJ190
- 2016 TK190
- 2016 TM190
- 2016 TN190
- 2016 TO190
- 2016 TP190
- 2016 TQ190
- 2016 TR190
- 2016 TS190
- 2016 TT190
- 2016 TU190
- 2016 TV190
- 2016 TW190
- 2016 TX190
- 2016 TY190
- 2016 TZ190
- 2016 TA191
- 2016 TB191
- 2016 TC191
- 2016 TD191
- 2016 TE191
- 2016 TF191
- 2016 TG191
- 2016 TJ191
- 2016 TK191
- 2016 TL191
- 2016 TM191
- 2016 TN191
- 2016 TO191
- 2016 TP191
- 2016 TQ191
- 2016 TR191
- 2016 TS191
- 2016 TT191
- 2016 TU191
- 2016 TV191
- 2016 TW191
- 2016 TX191
- 2016 TZ191
- 2016 TA192
- 2016 TC192
- 2016 TD192
- 2016 TE192
- 2016 TF192
- 2016 TG192
- 2016 TH192
- 2016 TJ192
- 2016 TK192
- 2016 TM192
- 2016 TN192
- 2016 TO192
- 2016 TP192
- 2016 TR192
- 2016 TS192
- 2016 TU192
- 2016 TV192
- 2016 TW192
- 2016 TX192
- 2016 TY192
- 2016 TZ192
- 2016 TA193
- 2016 TB193
- 2016 TE193
- 2016 TF193
- 2016 TG193
- 2016 TH193
- 2016 TJ193
- 2016 TK193
- 2016 TM193
- 2016 TN193
- 2016 TO193
- 2016 TP193
- 2016 TQ193
- 2016 TR193
- 2016 TS193
- 2016 TT193
- 2016 TU193
- 2016 TV193
- 2016 TW193
- 2016 TX193
- 2016 TY193
- 2016 TZ193
- 2016 TB194
- 2016 TC194
- 2016 TD194
- 2016 TE194
- 2016 TF194
- 2016 TG194
- 2016 TH194
- 2016 TJ194
- 2016 TK194
- 2016 TL194
- 2016 TM194
- 2016 TN194
- 2016 TO194
- 2016 TP194
- 2016 TQ194
- 2016 TR194
- 2016 TS194
- 2016 TT194
- 2016 TU194
- 2016 TV194
- 2016 TW194
- 2016 TY194
- 2016 TZ194
- 2016 TA195
- 2016 TB195
- 2016 TC195
- 2016 TD195
- 2016 TE195
- 2016 TF195
- 2016 TG195
- 2016 TH195
- 2016 TJ195
- 2016 TK195
- 2016 TL195
- 2016 TO195
- 2016 TP195
- 2016 TQ195
- 2016 TR195
- 2016 TS195
- 2016 TT195
- 2016 TU195
- 2016 TV195
- 2016 TW195
- 2016 TX195
- 2016 TY195
- 2016 TZ195
- 2016 TA196
- 2016 TB196
- 2016 TC196
- 2016 TD196
- 2016 TE196
- 2016 TF196
- 2016 TG196
- 2016 TK196
- 2016 TL196
- 2016 TM196
- 2016 TN196
- 2016 TO196
- 2016 TQ196
- 2016 TR196
- 2016 TV196
- 2016 TW196
- 2016 TX196
- 2016 TY196
- 2016 TZ196
- 2016 TA197
- 2016 TB197
- 2016 TC197
- 2016 TD197
- 2016 TE197
- 2016 TF197
- 2016 TG197
- 2016 TH197
- 2016 TJ197
- 2016 TK197
- 2016 TL197
- 2016 TM197
- 2016 TN197
- 2016 TO197
- 2016 TQ197
- 2016 TR197
- 2016 TT197
- 2016 TV197
- 2016 TW197
- 2016 TX197
- 2016 TY197
- 2016 TA198
- 2016 TB198
- 2016 TC198
- 2016 TD198
- 2016 TF198
- 2016 TG198
- 2016 TH198
- 2016 TJ198
- 2016 TK198
- 2016 TL198
- 2016 TM198
- 2016 TO198
- 2016 TP198
- 2016 TQ198
- 2016 TR198
- 2016 TS198
- 2016 TT198
- 2016 TU198
- 2016 TV198
- 2016 TW198
- 2016 TX198
- 2016 TY198
- 2016 TZ198
- 2016 TA199
- 2016 TB199
- 2016 TD199
- 2016 TE199
- 2016 TF199
- 2016 TG199
- 2016 TH199
- 2016 TJ199
- 2016 TK199
- 2016 TL199
- 2016 TN199
- 2016 TO199
- 2016 TP199
- 2016 TQ199
- 2016 TR199
- 2016 TS199
- 2016 TT199
- 2016 TU199
- 2016 TV199
- 2016 TW199
- 2016 TX199
- 2016 TY199
- 2016 TA200
- 2016 TB200
- 2016 TC200
- 2016 TD200
- 2016 TE200
- 2016 TF200
- 2016 TG200
- 2016 TH200
- 2016 TJ200
- 2016 TK200
- 2016 TM200
- 2016 TN200
- 2016 TO200
- 2016 TP200
- 2016 TR200
- 2016 TS200
- 2016 TT200
- 2016 TU200
- 2016 TV200
- 2016 TW200
- 2016 TX200
- 2016 TY200
- 2016 TZ200
- 2016 TC201
- 2016 TD201
- 2016 TE201
- 2016 TF201
- 2016 TG201
- 2016 TH201
- 2016 TK201
- 2016 TL201
- 2016 TM201
- 2016 TN201
- 2016 TO201
- 2016 TP201
- 2016 TQ201
- 2016 TR201
- 2016 TS201
- 2016 TT201
- 2016 TU201
- 2016 TV201
- 2016 TX201
- 2016 TY201
- 2016 TZ201
- 2016 TA202
- 2016 TB202
- 2016 TC202
- 2016 TD202
- 2016 TE202
- 2016 TF202
- 2016 TG202
- 2016 TH202
- 2016 TJ202
- 2016 TK202
- 2016 TL202
- 2016 TM202
- 2016 TN202
- 2016 TO202
- 2016 TP202
- 2016 TQ202
- 2016 TR202
- 2016 TS202
- 2016 TT202
- 2016 TU202
- 2016 TV202
- 2016 TW202
- 2016 TX202
- 2016 TY202
- 2016 TZ202
- 2016 TA203
- 2016 TB203
- 2016 TC203
- 2016 TD203
- 2016 TE203
- 2016 TF203
- 2016 TG203
- 2016 TH203
- 2016 TJ203
- 2016 TK203
- 2016 TL203
- 2016 TM203
- 2016 TO203
- 2016 TP203
- 2016 TR203
- 2016 TS203
- 2016 TT203
- 2016 TU203
- 2016 TV203
- 2016 TW203
- 2016 TX203
- 2016 TZ203
- 2016 TB204
- 2016 TC204
- 2016 TD204
- 2016 TE204
- 2016 TF204
- 2016 TG204
- 2016 TH204
- 2016 TJ204
- 2016 TK204
- 2016 TL204
- 2016 TM204
- 2016 TN204
- 2016 TO204
- 2016 TP204
- 2016 TQ204
- 2016 TR204
- 2016 TS204
- 2016 TT204
- 2016 TU204
- 2016 TV204
- 2016 TW204
- 2016 TX204
- 2016 TY204
- 2016 TZ204
- 2016 TA205
- 2016 TB205
- 2016 TC205
- 2016 TD205
- 2016 TE205
- 2016 TF205
- 2016 TG205
- 2016 TH205
- 2016 TK205
- 2016 TL205
- 2016 TM205
- 2016 TN205
- 2016 TO205
- 2016 TP205
- 2016 TR205
- 2016 TS205
- 2016 TT205
- 2016 TU205
- 2016 TV205
- 2016 TW205
- 2016 TX205
- 2016 TY205
- 2016 TZ205
- 2016 TA206
- 2016 TB206
- 2016 TC206
- 2016 TD206
- 2016 TE206
- 2016 TF206
- 2016 TG206
- 2016 TH206
- 2016 TJ206
- 2016 TK206
- 2016 TL206
- 2016 TM206
- 2016 TN206
- 2016 TO206
- 2016 TP206
- 2016 TQ206
- 2016 TR206
- 2016 TS206
- 2016 TT206
- 2016 TU206
- 2016 TV206
- 2016 TW206
- 2016 TX206
- 2016 TY206
- 2016 TZ206
- 2016 TA207
- 2016 TB207
- 2016 TC207
- 2016 TE207
- 2016 TF207
- 2016 TG207
- 2016 TH207
- 2016 TJ207
- 2016 TK207
- 2016 TL207
- 2016 TM207
- 2016 TN207
- 2016 TO207
- 2016 TP207
- 2016 TR207
- 2016 TS207
- 2016 TT207
- 2016 TU207
- 2016 TV207
- 2016 TX207
- 2016 TY207
- 2016 TZ207
- 2016 TA208
- 2016 TB208
- 2016 TC208
- 2016 TD208
- 2016 TE208
- 2016 TF208
- 2016 TG208
- 2016 TH208
- 2016 TJ208
- 2016 TL208
- 2016 TM208
- 2016 TN208
- 2016 TO208
- 2016 TP208
- 2016 TQ208
- 2016 TS208
- 2016 TT208
- 2016 TU208
- 2016 TW208
- 2016 TX208
- 2016 TY208
- 2016 TZ208
- 2016 TA209
- 2016 TB209
- 2016 TC209
- 2016 TD209
- 2016 TE209
- 2016 TF209
- 2016 TG209
- 2016 TH209
- 2016 TJ209
- 2016 TK209
- 2016 TL209
- 2016 TM209
- 2016 TN209
- 2016 TO209
- 2016 TP209
- 2016 TQ209
- 2016 TR209
- 2016 TS209
- 2016 TT209
- 2016 TU209
- 2016 TV209
- 2016 TW209
- 2016 TX209
- 2016 TY209
- 2016 TZ209
- 2016 TA210
- 2016 TB210
- 2016 TC210
- 2016 TD210
- 2016 TE210
- 2016 TF210
- 2016 TG210
- 2016 TH210
- 2016 TJ210
- 2016 TK210
- 2016 TL210
- 2016 TM210
- 2016 TN210
- 2016 TO210
- 2016 TP210
- 2016 TQ210
- 2016 TR210
- 2016 TS210
- 2016 TT210
- 2016 TU210
- 2016 TV210
- 2016 TW210
- 2016 TX210
- 2016 TY210
- 2016 TZ210
- 2016 TA211
- 2016 TB211
- 2016 TC211
- 2016 TD211
- 2016 TE211
- 2016 TF211
- 2016 TG211
- 2016 TH211
- 2016 TJ211
- 2016 TK211
- 2016 TL211
- 2016 TM211
- 2016 TN211
- 2016 TO211
- 2016 TP211
- 2016 TQ211
- 2016 TR211
- 2016 TS211
- 2016 TT211
- 2016 TU211
- 2016 TV211
- 2016 TW211
- 2016 TX211
- 2016 TY211
- 2016 TZ211
- 2016 TA212
- 2016 TB212
- 2016 TC212
- 2016 TD212
- 2016 TE212
- 2016 TF212
- 2016 TG212
- 2016 TH212
- 2016 TJ212
- 2016 TK212
- 2016 TL212
- 2016 TM212
- 2016 TN212
- 2016 TP212
- 2016 TQ212
- 2016 TR212
- 2016 TS212
- 2016 TT212
- 2016 TU212
- 2016 TV212
- 2016 TW212
- 2016 TX212
- 2016 TY212
- 2016 TZ212
- 2016 TA213
- 2016 TB213
- 2016 TC213
- 2016 TD213
- 2016 TE213
- 2016 TF213
- 2016 TG213
- 2016 TH213
- 2016 TJ213
- 2016 TK213
- 2016 TL213
- 2016 TM213
- 2016 TN213
- 2016 TO213
- 2016 TP213
- 2016 TQ213
- 2016 TR213
- 2016 TT213
- 2016 TU213
- 2016 TV213
- 2016 TW213
- 2016 TX213
- 2016 TY213
- 2016 TZ213
- 2016 TA214
- 2016 TB214